# Gerold Wefer
Gerold Wefer (* 1944 in Jaderberg) ist ein deutscher Geologe, Gründer und bis 31. Oktober 2012 Direktor des MARUM der Universität Bremen.

## Leben
Nach der Volksschule war Wefer Lehrling und danach Beamter bei der damaligen Deutschen Bundesbahn. Am Oldenburg-Kolleg machte er 1966 sein Abitur. Nach seinem Wehrdienst studierte er in Kiel Geologie-Paläontologie und schloss 1972 mit dem Diplom ab. 1975 wurde er dort promoviert. Anschließend arbeitete er mehrfach an der Scripps Institution of Oceanography, La Jolla, USA. 1983 folgte die Habilitation und 1985 wurde er Professor in Kiel. Im Herbst 1985 wechselte er an die Universität Bremen und war Gründer und bis 2012 Direktor des DFG-Forschungszentrums Exzellenzcluster MARUM – Zentrum für Marine Umweltwissenschaften Universität Bremen.

## Arbeit
Gerold Wefer hat sich auf die Meeresgeologie spezialisiert und beschäftigt sich hier vor allem mit ökologischen Themen im Grenzbereich zwischen Geologie und Biologie. Dazu gehören die Sedimentationsprozesse im Flachwasser, Ökologie benthischer Foraminiferen (Protisten: Algen, Schleimpilze und Protozoen) und Karbonathaushalt in borealen und tropischen Meeren. Er arbeitet aber auch zur Umweltchemie und zur Verteilung stabiler Isotope in kalkschaligen Organismen, zur Klimaentwicklung während des Holozäns, zum Partikelfluss (Kohlenstoff und assoziierte Elemente) in hohen Breiten und im Südatlantik sowie zum Paläoklima im Südatlantik. Er war an vielen Expeditionen mit den Forschungsschiffen Meteor (Baujahr 1964, zuerst Westafrika 1971), Meteor (Baujahr 1986), Polarstern, Sonne (vor Japan) und JOIDES Resolution (vor Peru und Namibia) beteiligt.
2018 erhielt er die Serge-von-Bubnoff-Medaille, 2011 die Alfred Wegener Medal, 2001 den Communicator-Preis der DFG und 1983 den Albert Maucher-Preis für Geowissenschaften. Er ist Ehrendoktor der Universität Oldenburg und Mitglied der Akademie der Wissenschaften zu Göttingen. Er ist Vorsitzender des Hauses der Wissenschaft Bremen und Präsident der Akademischen Gesellschaft Wittheit zu Bremen.

### Öffentlichkeit
Als Chef des MARUM äußerte er sich immer wieder zur Wissenschaftspolitik. Zum Verhältnis von Wissenschaft und Öffentlichkeit sagte er dem DAAD: Ich sehe die Weitergabe von Forschungsergebnissen an die Bevölkerung als eine Selbstverständlichkeit an.

## Publikationen
Seit 2010 in Auswahl:
- Gerold Wefer: Vom Dialog über Forschungsergebnisse zum Dialog über Erkenntnisprozesse. In: B. Dernbach, C. Kleinert, H. Münder (Hrsg.): Handbuch Wissenschaftskommunikation. VS Verlag für Sozialwissenschaften, Springer Fachmedien, Wiesbaden 2012, S. 33–36. doi:10.1007/978-3-531-18927-7_4
- S. Krastel, G. Wefer, T. J. J. Hanebuth, A. A. Antobreh, T. Freudenthal, B. Preu, T. Schwenk, M. Strasser, R. Violante, D. Winkelmann und M78/3 Shipboard Scientific Party: Sediment Dynamics and Geohazards off Uruguay and the de la Plata River region (Northern-Argentina, Uruguay). In: Geo-Marine Letters. Band 31, Nr. 4, 2011, S. 271–283.
- Gerold Wefer u. a.: Interhemispheric symmetry of tropical African rainbelt over the past 23,000 years. In: Nature Geoscience. Band 4, Nr. 1, 2011, S. 42–45. doi:10.1038/NGEO1039
- W. H. Berger, M. Schulz, G. Wefer: Quaternary Oceans and Climate Change: Lessons for the Future? In: International Journal of Earth Sciences. Band 99, 2010, S. 171–189, doi:10.1007/s00531-010-0553-y
- T. Freudenthal, G. Wefer: Drilling cores on the sea floor with the remote-controlled sea floor drilling rig MeBo. In: Geoscientific Instrumentation, Methods and Data Systems. Band 2, Nr. 2, 2013, S. 329–337. doi:10.5194/gi-2-329-2013

Bücher:
- mit Frank Schmieder: Expedition Erde – Wissenswertes und Spannendes aus den Geowissenschaften. 4. Auflage. MARUM 2015, Webseite dazu
- mit F. Schmieder und S. Freifrau von Neuhoff (Hrsg.): Tiefsee – Expeditionen zu den Quellen des Lebens. Veranstaltungs+Kongress GmbH, Rosenheim 2012.
- als Herausgeber: Dynamische Erde – Zukunftsaufgaben der Geowissenschaften. Strategieschrift der Senatskommission für Geowissenschaftliche Gemeinschaftsforschung der Deutschen Forschungsgemeinschaft, Bremen, MARUM 2010.
- mit Wolfgang Berger und V. Smetacek (Hrsg.): Productivity of the ocean: present and past. Wiley, 1989.
- mit W. H. Berger, G. Siedler und D. Webb (Hrsg.): The South Atlantic: Present and Past Circulation. Springer Verlag, 1996.
- mit W. H. Berger, Karl-Ernst Behre, E. Jansen (Hrsg.): Climate Development and History of the North Atlantic Realm. Springer Verlag, 2002.
- mit S. Mulitza und V. Ratmeyer (Hrsg.): The South Atlantic in the Late Quaternary: Reconstruction of Material Budgets and Current Systems. Springer Verlag, 2004.
- mit David Billet, Dierk Hebbeln und Bo B. Jorgensen (Hrsg.): Ocean margin systems. Springer Verlag, 2002.
- mit Gerhard Fischer (Hrsg.): Use of Proxies in Paleoceanography: Examples from the South Atlantic. Springer Verlag, 1999.
- mit Frank Lamy und Fauzi Mantoura (Hrsg.): Marine Science Frontiers for Europe. Springer-Verlag, 2003.

## Auszeichnungen (Auswahl)
- 2004: Julius von Haast Fellowship Award
- 2011: Alfred Wegener Medal der European Geosciences Union
- 2011: Bremer Stadtmusikantenpreis
- 2014: Francis P. Shepard Medal der Society for Sedimentary Geology (USA)
- 2019: Senatsmedaille für Kunst und Wissenschaft der Freien Hansestadt Bremen